# 木村吉太郎

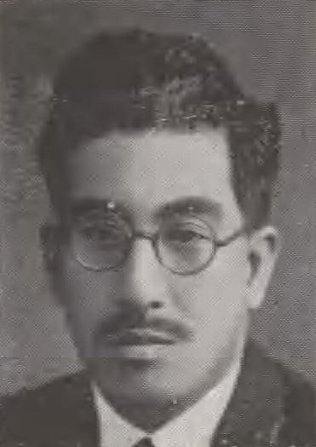
木村吉太郎

木村 吉太郎（きむら きちたろう、1898年（明治31年）5月23日 - 1937年（昭和12年）4月4日）は、日本の衆議院議員（立憲民政党）。サッカー選手。

## 経歴
大阪市南区（現在は浪速区）出身。早稲田大学に学ぶ。大阪サッカー倶楽部部長を務め、極東選手権競技大会・明治神宮競技大会に出場した。大阪府会議員に3度、同参事会員に2度選ばれ、大阪市会議員・同参事会員にも選出された。
1936年（昭和11年）、第19回衆議院議員総選挙に出馬し、当選を果たした。
また若槻礼次郎立憲民政党総裁秘書も務めた。